# Nikitaklooster
Het Nikitaklooster (Russisch: Никитский монастырь) was een Russisch-orthodox klooster voor monialen in Moskou. Het klooster stond in de wijk Kitajgorod, op de hoek van de Bolsjaja Nikitskaijastraat en Mokhovaijastraat.

## Bouw
Het Nikitaklooster werd in 1582 gesticht door de bojaar Nikita Romanovitsj Zakchariev-Juriev, de grootvader van de stichter van de dynastie van het Huis Romanov,  Michaël I van Rusland. Het klooster werd gewijd aan de heilige martelaar Nikita de Goth (Russisch: Никита Готский).

## Geschiedenis
Tijdens de veldtocht van Napoleon naar Rusland in 1812 werd het klooster door brand zwaar beschadigd en geplunderd. Met behulp van particuliere giften kon het klooster worden hersteld. Tot de revolutie bewaarde het klooster een belangrijk relikwie van de heilige martelaar Nikita.

## Sluiting
Na de revolutie werd het klooster door het atheïstische bestuur genationaliseerd en de nonnen werden verjaagd. De gebouwen werden overgedragen aan de Universiteit van Moskou. De archieven van het klooster werden in beslag genomen, slechts een klein deel is bewaard gebleven bij het Nationaal Rijksarchief in Moskou. In de jaren 1933-1935 werden alle kerken en gebouwen volledig vernietigd. Slechts enkele fragmenten van de zuidelijke kloostermuur en het gebouw van de cellen bleven bewaard. Op de plaats bevindt zich tegenwoordig een station van de metro van Moskou. 

## Kerken
- Nikitakathedraal (oorspr. bouwjaar 1534, afbraak 1933-1935)
- Kerk van de Verrijzenis (1861-1868, afbraak 1933-1935)
- Kerk van de Heilige Demetrius van Thessaloniki (bouwjaar 1629, afbraak 1933-1935)
- Kapel van de Heilige martelaar Nikita (bouwjaar 1876, afbraak 1933-1935)
- Kerk van de Heilige Serafim van Sarov (in het gehucht Katya (Russisch: Катюшках)(bouwjaar 1904, afbraak 1933-1935)